# 臺北菁英SC
臺北菁英SC，原紅獅FC及臺北龍足球隊，是來自台北市的半專業足球隊伍，目前參加台灣乙級足球聯賽。

## 歷史

### 早期
1983年，台北紅獅作為一支業餘球隊創立於天母地區，一開始只與來自台北其他地區的球隊比賽，漸漸地也開始與其他城市球隊比賽。1989年，台北紅獅為上班族足球聯賽的創始成員之一，為一個高水平之商人足球運動員的聯賽，且為台灣多年來的頂級業餘聯賽，紅獅隊於西元1996年贏得了冠軍，至今另獲得亞軍7次。2005年，台北紅獅為台北超聯賽的創始球隊之一，為一個高度包容性的業餘錦標賽，適合所有年齡和國籍的球員，並已成為台灣最強的年度業餘聯賽。台北紅獅於2005年、2013年、2015年、2016年及2018年奪得台北超聯賽的冠軍。

### 台灣企業甲級足球聯賽
2017年，紅獅與台程足球學院簽署合作協議，以最具系統化及最有創意的方式培養世界級足球運動員與團隊，以保證本球隊具有最頂級的足球水準，主要以外國人組成，並參與同年度台灣企業甲級足球聯賽資格賽，取得前兩名奪下2018年台甲的參賽資格。紅獅於2018年與臺北市立大學簽署合作協議，並在2019年更名為台北紅獅。
2021年，臺北市立大學獲得紅師的隊籍，並同原先紅獅的成員組隊，並在北市大總教練張武業牽線下，由展逸國際企業冠名贊助，展逸與臺北市立大學簽約產學合作，球隊更名為展逸天行者足球隊，持續挑戰2021台甲，該年球季僅獲得第七名，並於升降賽敗給銘傳大學，降級至台灣乙級足球聯賽。
2022年，取得台灣乙級足球聯賽冠軍，成功重返隔年企甲舞台。
2023年，展逸國際結束贊助，獲得台北市政府體育局冠名贊助，球隊更名為臺北龍足球隊，本賽季成績以企甲聯賽墊底坐收，降級至隔年至台乙聯賽。
2024年，球隊再度更名為臺北菁英SC。

## 球員名單[6]
更新日期 ：2020年6月6日 
- 總教練 ︰ 張武業

註釋：國旗表示球員在國際足聯資格規則定義的國家隊。球員可能擁有一個以上非國際足聯國籍。
| 號碼 |          | 位置 | 球員                |
| ---- | -------- | ---- | ------------------- |
| 1    | 臺灣地區 | 门将 | 潘思蔚              |
| 3    | 臺灣地區 | 后卫 | 凱文田              |
| 4    | 日本     | 中场 | 楠山剛志            |
| 6    | 冈比亚   | 中场 | Pa Baboucarr Jallow |
| 7    | 臺灣地區 | 前锋 | 林偉傑              |
| 8    | 法國     | 中场 | Zacchary Meftah     |
| 10   | 日本     | 中场 | 井上裕貴            |
| 11   | 臺灣地區 | 中场 | 陳宥霖              |
| 12   | 臺灣地區 | 中场 | 宋承霖              |
| 13   | 臺灣地區 | 中场 | 秦文彥              |
| 15   | 臺灣地區 | 后卫 | 楊智恆              |
| 16   | 巴西     | 后卫 | Diego Loza          |
| 19   | 臺灣地區 | 中场 | 林冠亨              |

| 號碼 |          | 位置 | 球員                                      |
| ---- | -------- | ---- | ----------------------------------------- |
| 20   | 臺灣地區 | 中场 | 謝秉錡                                    |
| 23   | 臺灣地區 | 中场 | 潘育晟                                    |
| 24   | 臺灣地區 | 后卫 | 許復盛                                    |
| 25   | 臺灣地區 | 门将 | 洪士程                                    |
| 26   | 智利     | 中场 | Vasquez Bustamante Esteban Marcelo Andres |
| 28   | 臺灣地區 | 中场 | 王祥毅                                    |
| 32   | 臺灣地區 | 门将 | 李冠霈                                    |
| 66   | 臺灣地區 | 后卫 | 鄭知恒                                    |
| 69   | 臺灣地區 | 中场 | 蔡政儒                                    |
| 78   | 臺灣地區 | 门将 | 江子賢                                    |
| 99   | 臺灣地區 | 前锋 | 楊鈞隆                                    |